# Брюс, Найджел
Найджел Брюс (англ. William Bruce, 4 февраля, 1895 — 8 октября, 1953) — английский актёр.

## Биография и творчество
Найджел Брюс был вторым сыном сэра Уильяма Уоллера Брюса (1856—1912), и его жены Анжелики (умерла 1917), дочери Джорджа Селби, генерала Королевской артиллерии. Найджел получил образование в Грейндже, Стевендже, и в Абингдонской школе (Беркшир). С 1914 служил во Франции, в качестве лейтенанта, но получил серьёзное ранение (одновременно одиннадцать пуль) в левую ногу) в Камбре, и большую часть войны провел в кресле-каталке.
12 мая 1920 года состоялся его дебют на сцене Театра Комедии. В октябре того же года он отправился в Канаду. Восемь лет спустя также начал работать в кинематографе. В 1934 году он переехал в Голливуд.
За время своей карьеры киноактёра Брюс работал в 78 фильмах. Снимался в фильмах Альфреда Хичкока «Ребекка» и «Подозрение». В фильме «Сын Лесси» сыграл дедушку юной Элизабет Тейлор.
Но главная роль Найджела Брюса — роль доктора Ватсона в серии фильмов посвященных приключениям Шерлока Холмса. В роли Холмса снимался его друг Рэтбоун. Хотя Ватсон часто, в фильмах серии, показывался как старший из двух главных героев, но фактически Брюс на три года моложе, чем Рэтбоун. Его трактовка образа Ватсона имеет больше комический оттенок и не всегда положительно воспринимается поклонниками Конан-Дойля. С мая 1943 по май 1946 года вместе с Рэтбоуном играл в радиосериале Новые приключения Шерлока Холмса Mutual Broadcasting System.
Был женат на английской актрисе Виолетт Кэмпбелл с 1921 года. Имел двух детей.
Умер в 58 лет от сердечного приступа.
Ни Найджел Брюс, ни Бэзил Рэтбоун так никогда и не приняли гражданства США, оставаясь подданными Великобритании.

## Фильмография
- 1934 — Остров сокровищ / Treasure Island
- 1935 — Она / She — профессор Гораций Холли
- 1936 — Под двумя флагами / Under Two Flags
- 1936 — Атака лёгкой кавалерии / The Charge of the Light Brigade
- 1937 — Конец миссис Чейни / The Last of Mrs. Cheyney
- 1940 — Синяя птица / The Blue Bird
- 1940 — Ребекка / Rebecca
- 1940 — Сьюзен и Бог / Susan and God
- 1941 — Подозрение / Suspicion
- 1942 — Это превыше всего / This Above All
- 1943 — Вечность и один день / Forever and a Day — майор Гэрроу
- 1945 — Сын Лесси / Son of Lassie
- 1945 — Кукуруза зелена / The Corn Is Green
- 1952 — Огни рампы / Limelight — Постант

### Приключения Шерлока Холмса
Во всех нижеперечисленных фильмах Найджел Брюс сыграл роль доктора Ватсона:
- 1939 — Собака Баскервилей / The Hound of the Baskervilles
- 1939 — Приключения Шерлока Холмса / Adventures of Sherlock Holmes
- 1942 — Шерлок Холмс и голос ужаса / Sherlock Holmes and the Voice of Terror (Sherlock Holmes Saves London)
- 1943 — Шерлок Холмс и секретное оружие / Sherlock Holmes and the Secret Weapon (Secret Weapon)
- 1943 — Шерлок Холмс перед лицом смерти / Sherlock Holmes Faces Death
- 1943 — Шерлок Холмс в Вашингтоне / Sherlock Holmes in Washington
- 1944 — Жемчужина смерти / The Pearl of Death
- 1944 — Багровый коготь / The Scarlet Claw (Sherlock Holmes and the Scarlet Claw)
- 1944 — Паучиха / Spider Woman (Sherlock Holmes and the Spider Woman)
- 1945 — Замок ужаса/ The House of Fear
- 1945 — Бегство в Алжир / Pursuit to Algiers
- 1945 — Женщина в зелёном / The Woman in Green
- 1946 — Ночной кошмар / Terror by Night
- 1946 — Прелюдия к убийству / Dressed to Kill (Sherlock Holmes and the Secret Code)